# Jonas Björler
Jonas Björler (26 febbraio 1973) è un bassista svedese.
Bassista e membro fondatore della band melodic death metal At the Gates, insieme con suo fratello Anders Björler, Tomas Lindberg, Alf Svensson, e Adrian Erlandsson.

## Biografia
Nel 1996 alla fine del tour europeo del loro ultimo album Slaughter of the Soul, gli At the Gates si divisero e Jonas divenne uno dei membri fondatori della band The Haunted di nuovo con suo fratello Anders e il batterista Erlandsson. Attualmente è il bassista dei The Haunted ed è stato fino ad ora l'unica presenza costante della band. Lui e suo fratello Anders Björler, chitarrista metal, sono gemelli.